# École nationale supérieure des mines d'Alès
École nationale supérieure des mines d'Alès (Mines Alès) va ser creada l'any 1843 pel rei Lluís Felip, sota la tutela del Ministeri d'Economia, Finances i Ocupació francès, és una universitat francesa de tecnologia i enginyeria. A partir de 2012, el seu nom complet va canviar a Ecole Nationale Supérieure des Mines d'Alès. Fundada l'any 1843, aquesta escola es va formar originalment per estudiar la indústria minera. Actualment és una escola d'enginyers a les Grandes écoles de França i del Groupe des écoles des mines.
Hi ha programes de grau i màster d'enginyeria de tres anys.

## Graduats famosos
- Abdon Robert Casso, un militar nord-català nascut a la comarca del Conflent